# Schloss Steinegg

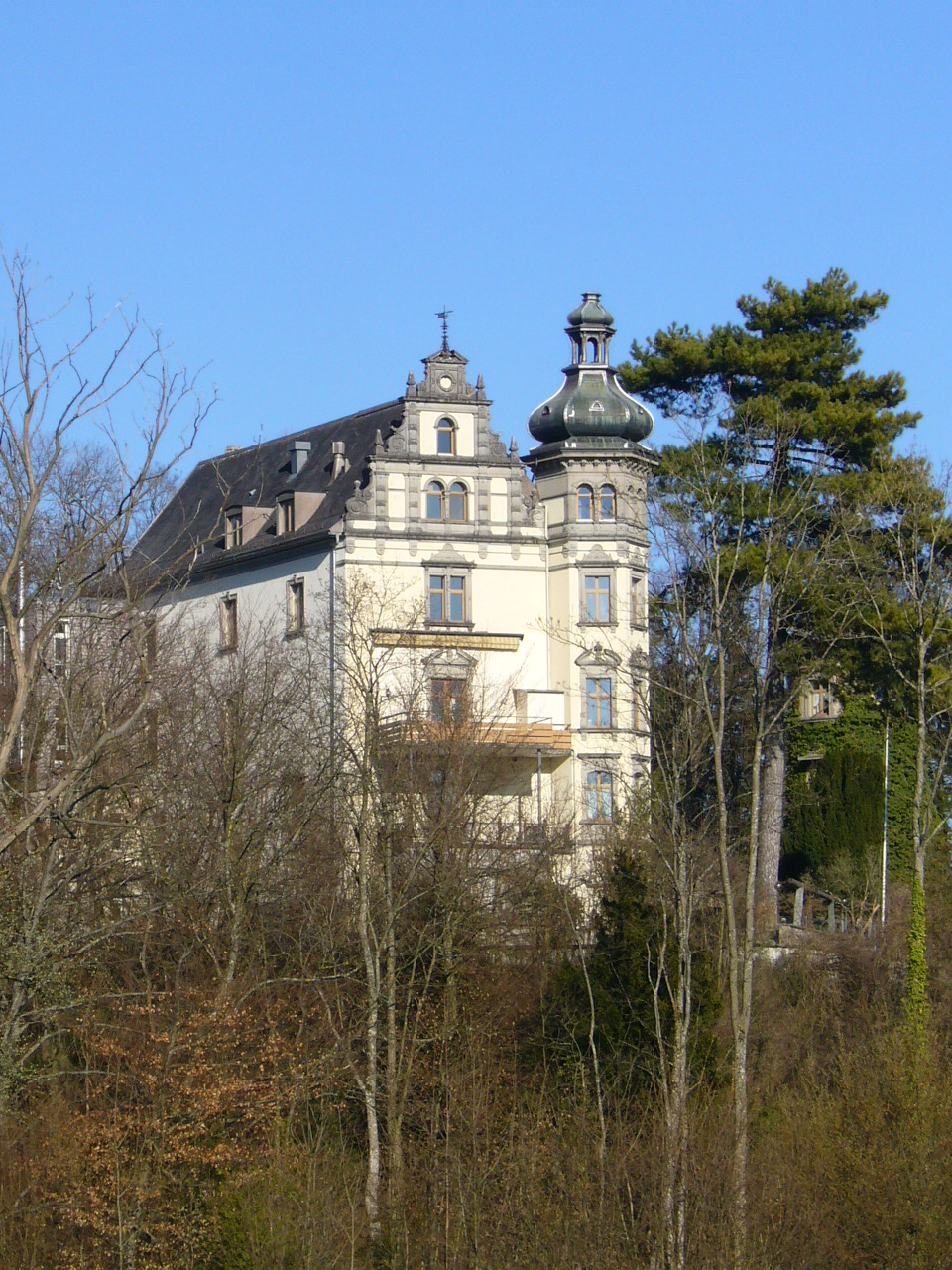
Schloss Steinegg

Schloss Steinegg ist ein 1886/1887 im Neorenaissancestil umgebautes Schloss, dessen Ursprung in das 13. Jahrhundert zurückreicht. Es steht im Schweizer Kanton Thurgau, etwa 2,2 Kilometer ostsüdöstlich Nussbaumen und 1,5 Kilometer nordwestlich Hüttwilen auf einer nach Norden und Westen steil in den Staanegger Tobel abfallenden bewaldeten Höhe (585 m ü. M.). Der Hüttwilersee (435 m ü. M.), der in der Landeskarte noch bis etwa 1960 als Steineggersee bezeichnet wird, liegt rund 1,4 Kilometer im Südwesten.
Das Schloss wird in der Liste der Kulturgüter im Kanton Thurgau unter der KGS-Nr. 05129 als Objekt der Kategorie B geführt.

## Geschichte
Steinegg («steinige Anhöhe») ist in der Ostschweiz und Süddeutschland eine häufige Bezeichnung. Die Zuordnung der in den Urkunden meist ohne nähere Angaben so benannten Örtlichkeiten und Adelsgeschlechter ist deshalb oft schwierig.

### Frühe Eigentümer
Im 13. Jahrhundert war Steinegg wohl Stammsitz der Freiherren von Steinegg und später bis 1387 bischöflich-konstanzischer Ministerialen, wie der Freiherren von Ramstein. 1423 im Eigentum von Walter von Münchwil, ging Steinegg 1472 an Bernhard von Payer (auch Peyer). Dieser wurde seither Bernhard Payer zu Steinegg genannt. 1517 wird dessen Sohn, Heinrich Payer von Steinegg erwähnt. Um 1520 wohl ausgebrannt, wird Steinegg 1527 als «burg und vesti» erwähnt. Nach dem historischen Museum Thurgau war die adlige St. Galler Bürgerfamilie von Peyer bis 1567 im Besitz von Steinegg. Nach anderen Quellen gelangte Steinegg 1542 an die von Roggwil. 1567 erwerben die von Beroldingen Steinegg. 1574 gelangt Steinegg an St. Georgen in Stein am Rhein und 1583 an die Stadt Zürich. Zürich hatte die Herrschaft Steinegg vornehmlich aus konfessionellen Gründen  gekauft. 1584–1798 diente Steinegg nun als Sitz der Zürcher Obervögte von Steinegg-Stammheim. 1624–1626 erfolgte der Bau des Südostflügels und der Rondelle, wie der freistehende Turm im Südosten des Schlosses genannt wird. Diesen Ausbauzustand zeigt die Kupferradierung nach der Zeichnung von Johann Melchior Füssli (1677–1736), dem die Ansicht von Schloss Steinegg auf der «revidierten Zürcher-Karte von 1685» als Vorlage diente, wie auch die aquarellierte Tuschzeichnung von Hermann Stähelin (1842–1899), Konservator der Sammlung des Historischen Vereins Thurgau, nach dem Original des Kupferstechers David Herrliberger (1697–1777). Unter dieser Tuschzeichnung finden sich die handschriftlichen Angaben: «1225 Dieth. v. Stainegge, 1494 Payer v. Stainegge, 1580 Landenberg, 1583 Zürich».
Bei der Auflösung der Obervogtei 1798 gingen Ober- und Unterstammheim ganz zum Kanton Zürich und Nussbaumen mit Schloss Steinegg zum Kanton Thurgau. Ab 1806 befand sich Steinegg im Eigentum von Privaten.

### Bernhard Zeerleder
1814 erwarb Bernhard Zeerleder (* 1788; † 5. Dezember 1862; auch Bernhard von Zeerleder) das Anwesen und machte es zu seinem Wohnsitz.
Bereits am 6. August 1863 kam es zum Verkauf des Anwesens.

### Alfred Ziegler
1886–1887 liess Alfred Ziegler (1842–1890, Sohn von Paul Carl Eduard Ziegler und Schwager von Conrad Ferdinand Meyer) durch den Architekten Christian Friedrich Hahn Steinegg zu einem Schloss im Stil der Neorenaissance umgestalten. Von dem neu gestalteten Schloss aus führte Ziegler seinen landwirtschaftlichen Gutsbetrieb.
1897 verfügte Steinegg, neben Kalchrain, Herdern sowie den Gaststätten Adler und Sonne, über einen der fünf ersten Telefonanschlüsse Hüttwilens.
Eine Wappenscheibe Zieglers von 1887 aus Schloss Steinegg gelangte 2017 an das Historische Museum Thurgau in Frauenfeld.

### Abtrennung des Gutsbetriebs
1901 wurde der Gutsbetrieb abgetrennt und von Victor Fehr (1846–1938) übernommen, der bereits im benachbarten Warth die frühere Kartause Ittingen als landwirtschaftlichen Musterbetrieb führte.

### Naturheilanstalt Steinegg
Im Schloss selbst errichtete 1901 der Arzt Johann Paul Maag (1865–?) eine Naturheil- und Fastenklinik, die als «Kuranstalt Steinegg» firmierte und 1923 vom Schweizerischen Verein zur Hebung der Volksgesundheit übernommen und als Genossenschaft Kuranstalt Steinegg weitergeführt wurde. Behandelt wurden insbesondere nervöse Leiden, wie Nervenschwäche und Neuralgien, Erkrankungen des Herzens und Gefässapparates, Asthma und chronische Katarrhe der Verdauungswege. Im Hauptgebäude konnten bis zu 35 Gäste übernachten. Angestrebt wurde, durch möglichst niedrig gehaltene Preise, Kuren auch Kreisen zu ermöglichen, denen dies sonst nicht möglich gewesen wäre.
1931 beteiligte sich die Kuranstalt mit einem Drittel der Kosten am in diesem Jahr erstellten Umkleidehaus der Badi Hüttwiler See. Fortan durften die Kurgäste dort, mit einem grundbuchlich gesicherten Anspruch, kostenfrei baden. Erst 2023 verzichteten die neuen Eigentümer auf diesen Anspruch.
Um 1955 firmierte die Kureinrichtung als «Kurhaus Schloss Steinegg».

### Schloss Steinegg AG
Am 29. März 1956 wurde im Handelsregister die spätere Eigentümerin des Anwesens, die Schloss Steinegg AG eingetragen. Zweck dieses Unternehmens des Zürchers Peter C. Spleiss war unter anderem der Betrieb des Schlosses Steinegg als Kurhotel. Angeboten wurden insbesondere Fastenkuren.:ab 17:53 1993 liess sich Spleiss das Trademark-Zeichen «Schloss Steinegg Die Gesundheits-Insel» schützen. Die Marke verfiel 2014.
Am 23. September 2003 wurde der Konkurs eröffnet, der zur Liquidation des Unternehmens und am 29. November 2005 zu dessen Löschung führte. Bei Konkurseröffnung umfasste das Eigentum am Schloss Steinegg, neben weiteren Grundstücken, noch insbesondere das Grundstück Tobelwald 75621 m² mit Schloss 668 m², Turm 24 m², Gärtnerremise 47 m², Pumpenhaus 15 m², Hof und Garage 5461 m², Feld 16389 m², Wald 51661 m², Strasse 756 m², Bach 600 m².
Mit dem Versuch, den Hotelbetrieb wiederzubeleben, scheiterten sowohl eine Auffanggesellschaft 2005 als auch der niederländische Investor W.J.K. Herwegh Vonk 2006. In der Gemeindeversammlung vom 11. September 2006 informierte der seinerzeitige Gemeindeammann Stuber kurz über den Verlust der Arbeitsplätze und den erfolgten Verkauf zur künftigen Nutzung als Wohnsitz.

### Privater Wohnsitz und «Dauerbaustelle»
Im Oktober desselben Jahres wurde das Anwesen von dem englischen Ehepaar James Rennie und Yvonne Thom aus Singapur als privates Wohnhaus erworben. In den folgenden Jahren wurde eine umfassende denkmalpflegerisch und archäologisch begleitete Renovierung des Schlosses begonnen. Dabei wurden 2009 sowohl der nördliche Hotelanbau aus dem Jahr 1986 als auch der südöstliche Küchenanbau und der Wintergarten, beide aus dem 19. Jahrhundert, abgebrochen. Der Dachstuhl wurde ausgebaut.
In der Gemeindeversammlung der Gemeinde Hüttwilen vom 15. Dezember 2022 artikulierte sich Unmut über die noch immer nur schleppend fortlaufenden Bauarbeiten, auch vor dem Hintergrund der bisherigen Kostenbeteiligungen aus dem Natur- und Heimschutzfonds der Gemeinde. Die Gemeinde ist im Rahmen des Natur- und Heimatschutzgesetzes verpflichtet, Beiträge zum «Wahrzeichen von Hüttwilen» zu leisten. Deshalb sei es verständlich, dass die Einwohnerinnen und Einwohner wissen wollen, wie es  steht.
Im Dezember 2024 wurde publik, dass schon seit 2023 grundbuchlich besicherte Baurechnungen und auch Steuerforderungen offen stehen. Aus den offenen Baurechnungen soll die Verwertung des Grundpfandes betrieben werden.

## Galerie

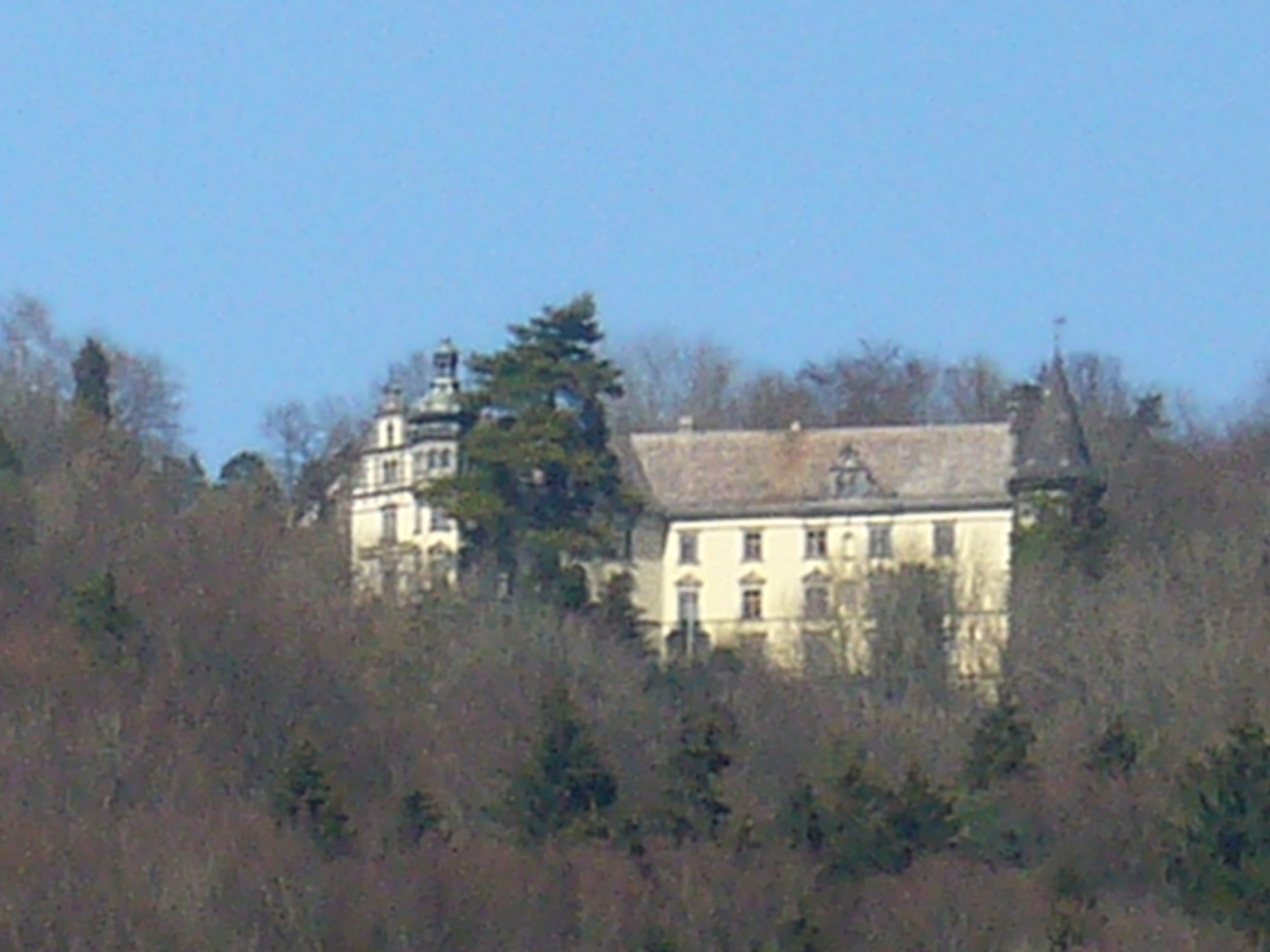
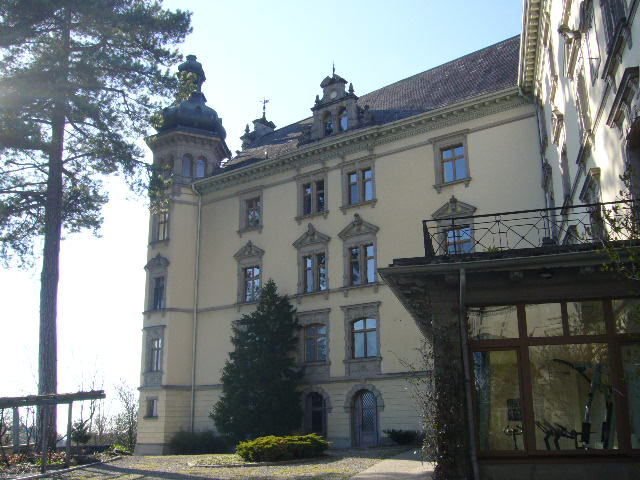
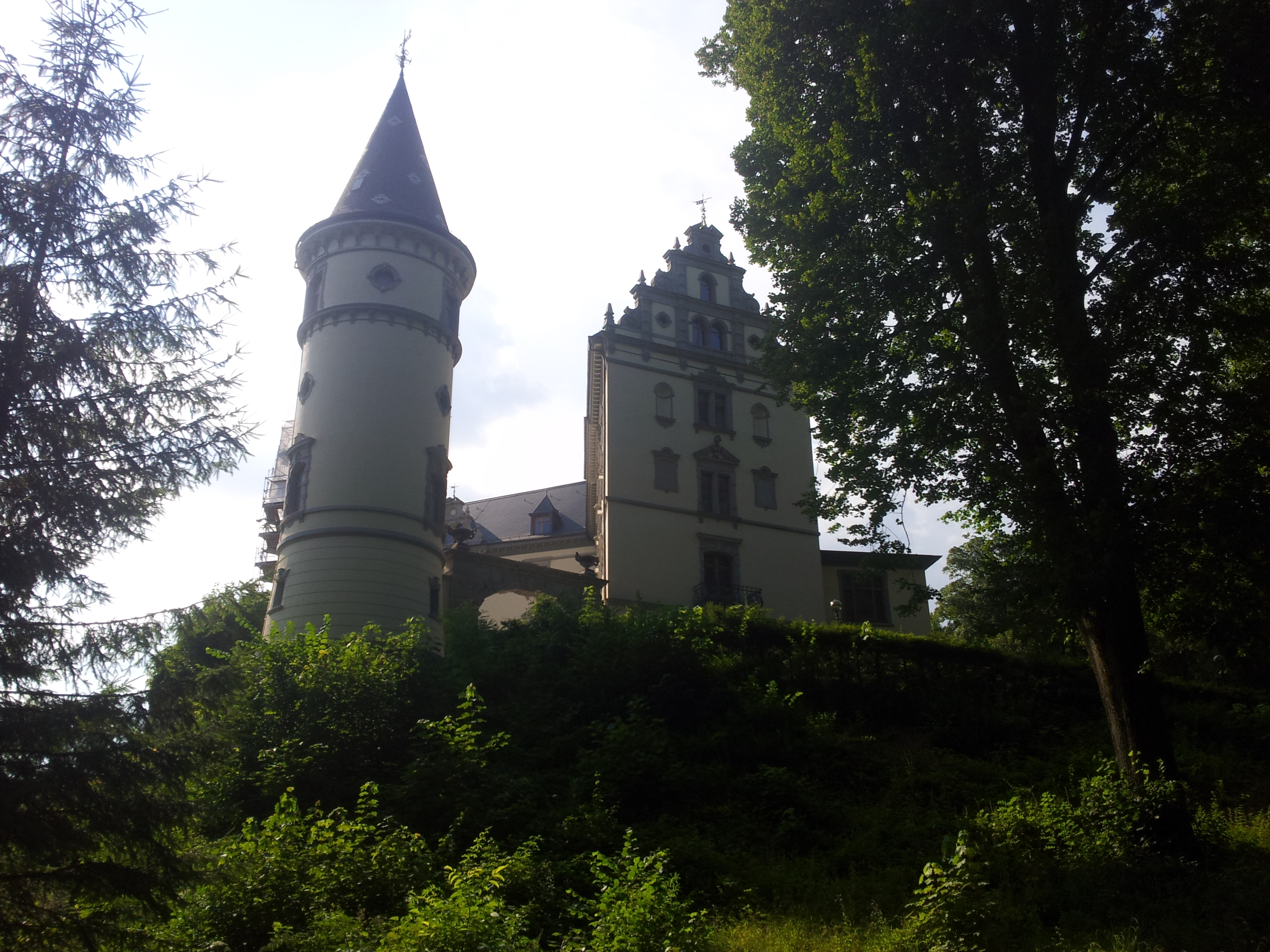
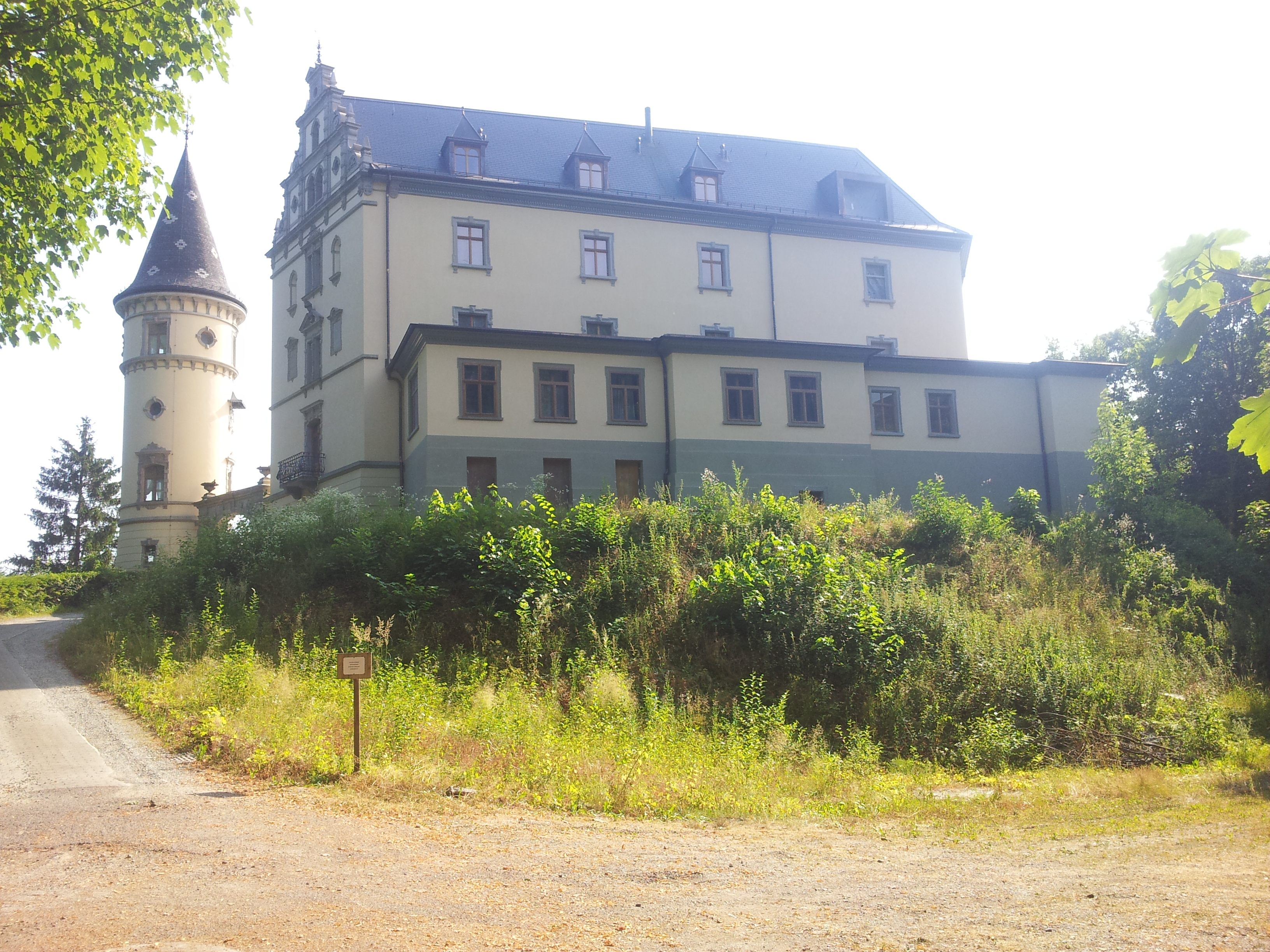